# Classe d'orientation
Une classe d'orientation est une classe dont les élèves sont évalués par leur(s) enseignants(s) en fonction de critères précis (de connaissances acquises, de capacités...) afin de les orienter en fin d'année scolaire et donc de les répartir soit entre différentes classes de leur établissement, soit entre plusieurs établissements scolaires aux sections ou formations différentes, soit vers la vie active pour une partie d'entre eux.

## Historique des classes d'orientation

### Dans le projet de loi de 1937 du gouvernement de Front populaire et de son ministre Jean Zay
Le 2 mars 1937, ministre de l'Éducation nationale et des Beaux-Arts du gouvernement de Front populaire présidé par Léon Blum, Jean Zay fait adopter par le conseil des ministres son « plan de réforme générale de l'Enseignement » résumé qui devient ainsi projet de loi déposé à la Chambre des députés. Projet de loi éducatif visant à démocratiser l'enseignement en substituant aux trois « ordres » cloisonnés existants (le primaire dit « populaire », le secondaire dit « bourgeois » et le technique-professionnel) une autre organisation à trois degrés successifs avec unification du primaire élémentaire (de la 11e à la 7e) et constitution d'un secondaire harmonisé à classe d'orientation préalable.
Dans le projet de loi de Jean Zay, les enseignements du second degré devaient donc commencer pour tous les élèves par une classe d'orientation commune d'une année. Cette classe d'orientation - sorte de « 6ème » commune - devait permettre d'orienter les élèves entre les trois sections projetées du secondaire : classique, moderne et technique.
Son projet de loi ayant été refusé par la majorité conservatrice du Sénat, Jean Zay, par voie réglementaire, « crée localement et à titre expérimental cent vingt « 6èmes » d'orientation qui sont un succès et qu'il n'y aurait plus ensuite qu'à généraliser ».